# François Didier Nomé
François de Nomé, detto Monsù Desiderio (Metz, 1593 circa – Napoli, 1624), è stato un pittore francese, lorenese, attivo soprattutto a Napoli.

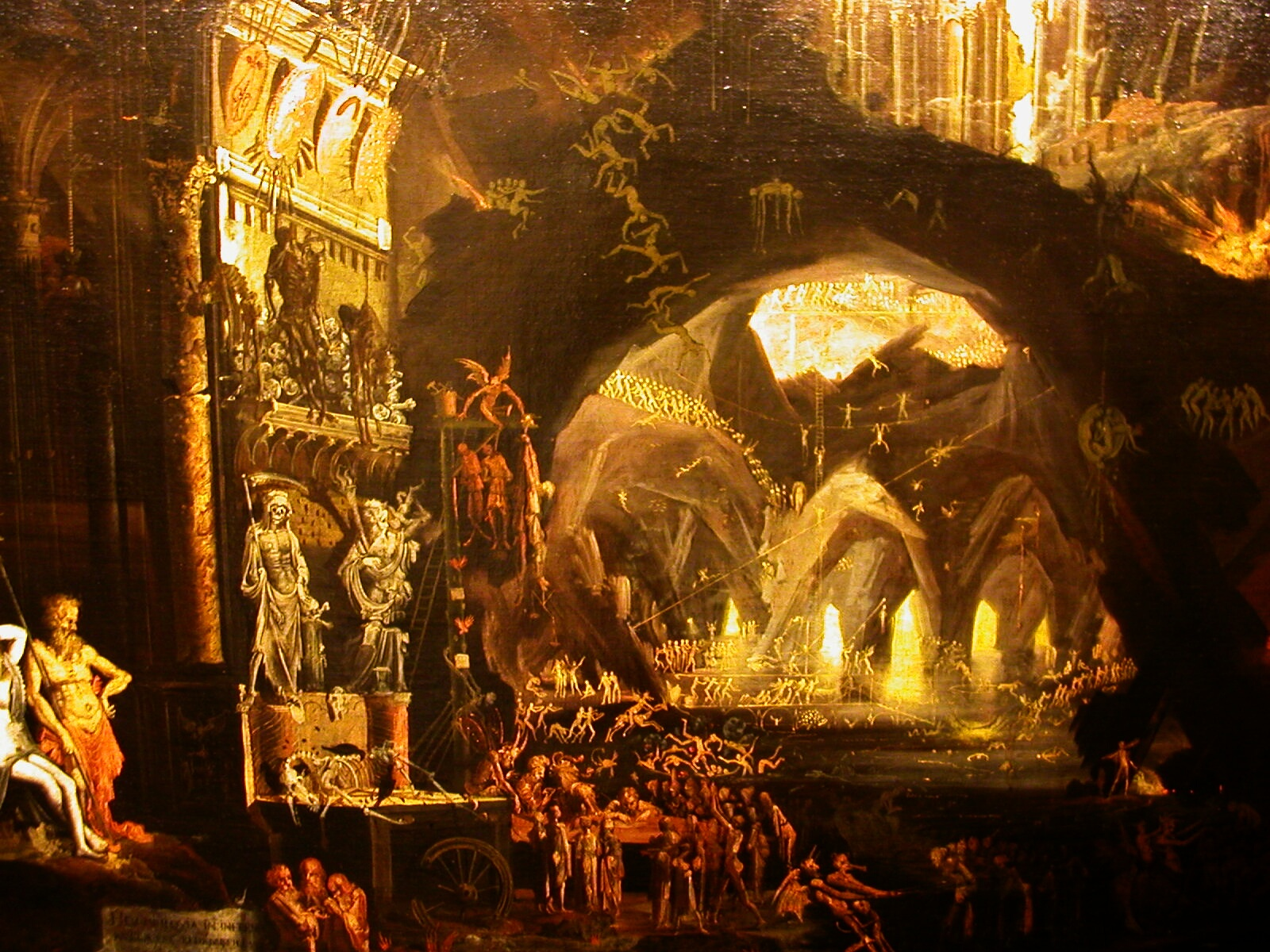
François Didier Nomé, Inferno, 1622, Musée des Beaux-Arts et d'Archéologie (Besançon)

Artista dalla forte carica fantastica, ambienta le sue scene bibliche in architetture capricciose e irreali, popolate da piccole figure.

## Biografia
Inizialmente poco chiara e oggetto di confusione con quella del pittore pistoiese Francesco Desideri, la sua personalità artistica si è potuta delineare solo quando è stato ritrovato a Napoli il documento del suo contratto di matrimonio, datato 1613, con Isabella Croys, figlia del pittore fiammingo Loise Croys. Collegando le notizie di questo testo con altri documenti d'archivio si è ricostruita a grandi linee la sua biografia.
Nato attorno al 1593, nel 1602 è a Roma, nella bottega di Balthasar Lawers, nome italianizzato in Baldassare Lauri. Dal 1610 è a Napoli, dove si sposa e dove raggiunge un discreto successo.
Non sono state ritrovate notizie sulla sua attività, dopo il 1623 e ciò fa presumere che egli sia morto poco dopo questa data.
Poco prima del 1619 era giunto a Napoli il suo compatriota Didier Barra che forse gli subentrò nella bottega. Negli antichi inventari le sue opere e quelle del Barra sono spesso confuse, sotto lo pseudonimo di Monsù Desiderio. Esiste un piccolo gruppo di dipinti firmati: Distruzione di Sodoma, già in coppia con Susanna al bagno e già in collezione privata a Roma e oggi a New York; Circoncisione, New Haven, Yale; Matrimonio della vergine del 1617, in collezione privata. Le sue due tele Natività e Fuga in Egitto sono conservate nel Museo civico Amedeo Lia, a La Spezia.

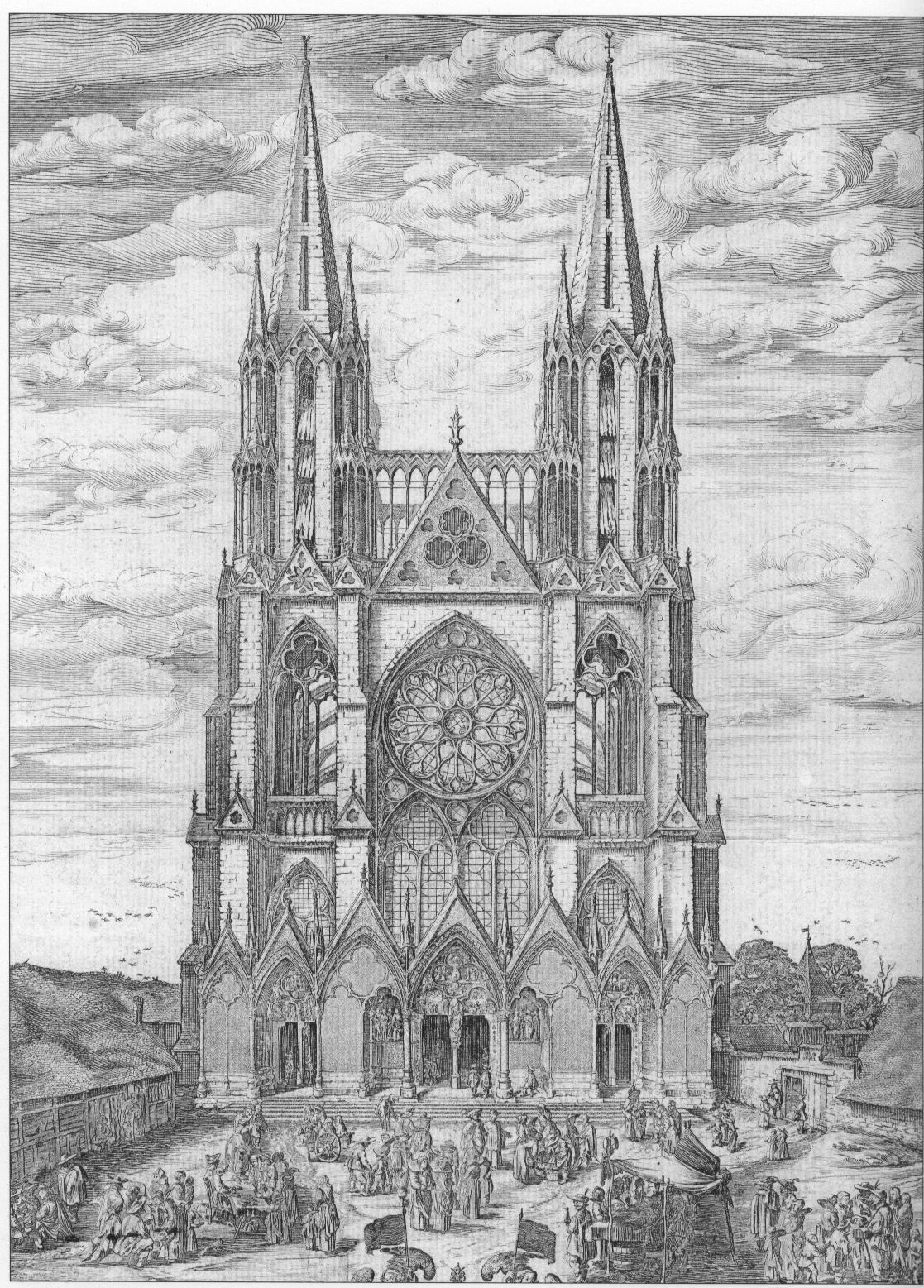
San Nicasio, acquaforte

Alla Galleria dell'Accademia di belle arti di Napoli si conservano due sue opereː Interno di cattedrale, olio su tela, 85x64 cm, con interventi d'altra mano (forse di Belisario Corenzio) e Veduta della cattedrale di San Nicasio a Reims, olio su tela, 84,5x64 cm, con figure d'altra mano.

Nel 2004 la città natale del pittore gli ha dedicato una mostra.

## Galleria d'immagini

Opere di François Didier Nomé
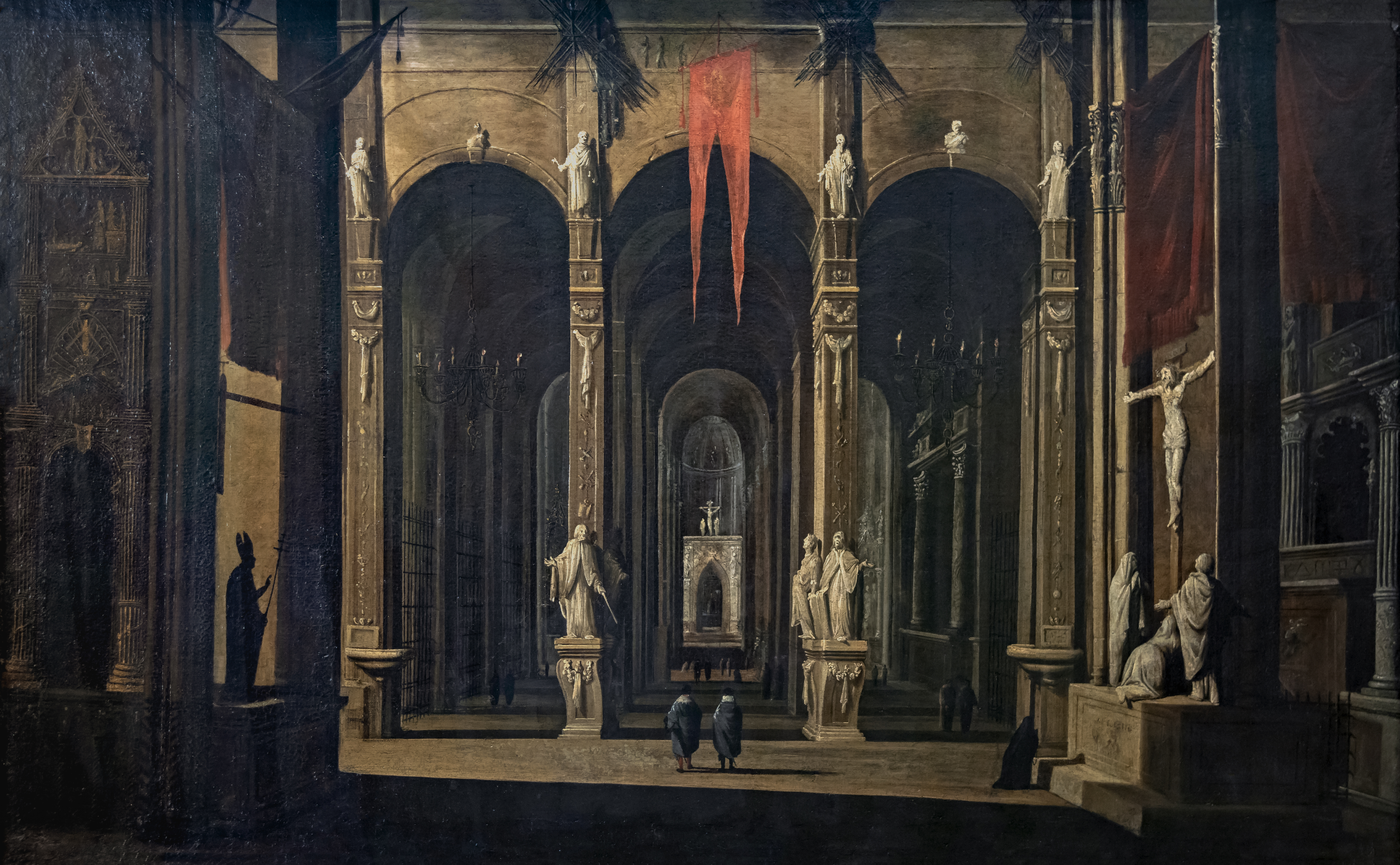
Santi Severino e Sossio in Napoli, Coll. Motais de Narbonne
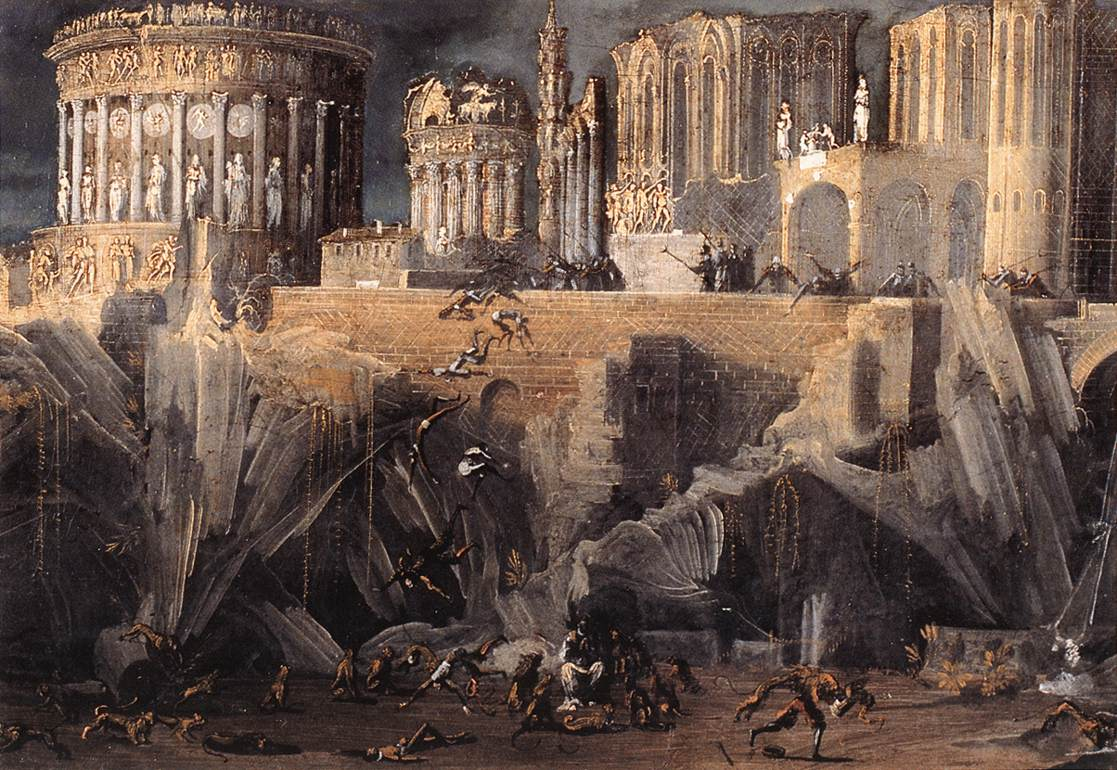
Architetture fantastiche, Musée de la Cour d'Or (Metz)
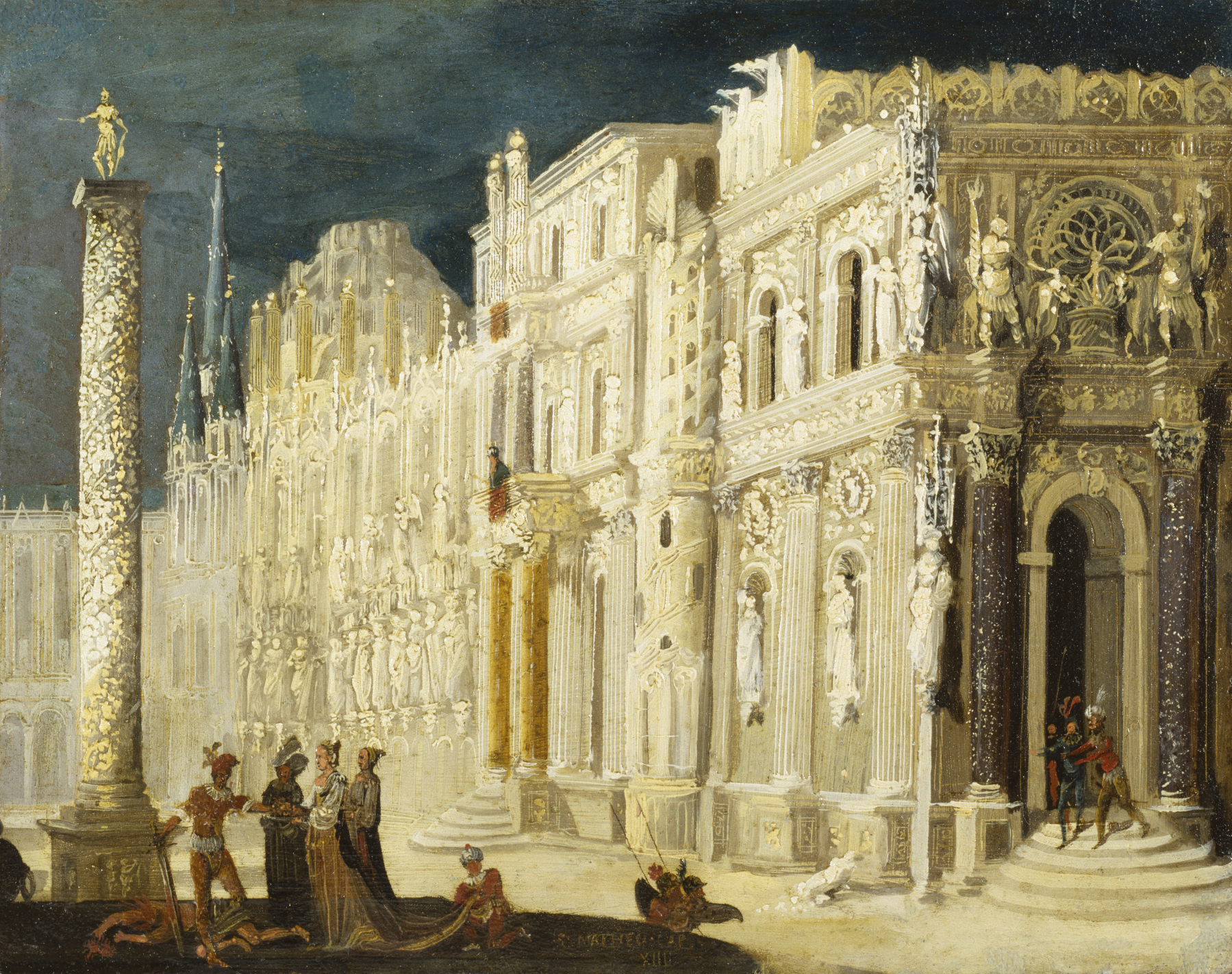
Testa del Battista presentata a Salomè, 1620-1624, Walters Art Museum (Baltimora)
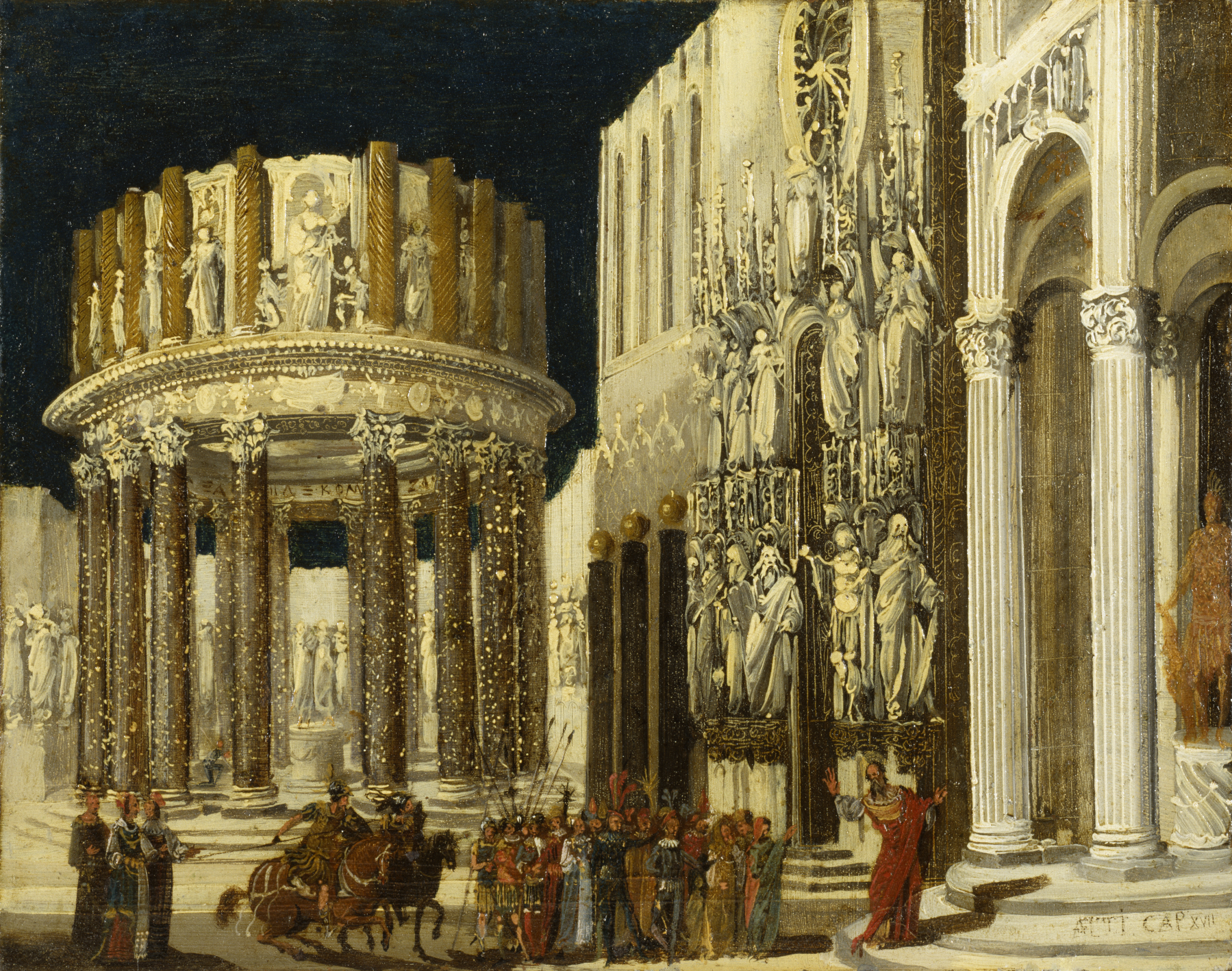
San Paolo predica agli ateniesi, Walters Art Museum (Baltimora)
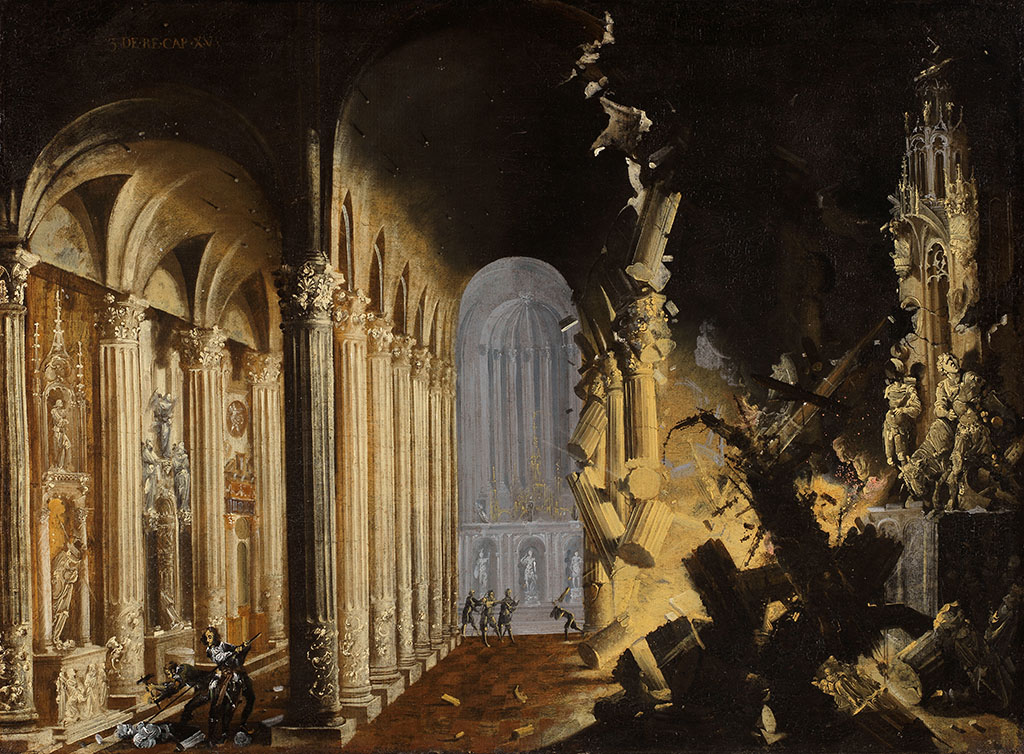
Re Asa di Juda distrugge gli idoli, Fitzwilliam Museum (Cambridge)